# Dalmau Ramon de Xetmar
Dalmau Ramon de Xetmar fou un cavaller de l'Orde de Sant Joan de Jerusalem que va esdevenir Castellà d'Amposta entre 1421 i 1427 o 1430.
Originari de la zona de Girona, era fill de Ramon Xetmar, senyor de Medinyà i Cervià de Ter. El 1403 com a frare de la Castellania d'Amposta es trobava a  Rodes. Després de la mort de Pere de Vilafranca, el 1404, se li va atorgar la comanda de Bajoles que havia regit fins llavors, per un període de 6 anys. Però el papa Benet XIII la va atorgar al seu nebot Rodrigo de Luna. Des de 1409 intenta aconseguir la comanda de Mallorca, que no ho va aconseguir fermament fins al 1414. Va assistir a Avinyó el 1418 a l'assemblea general que havia convocat el mestre Philibert de Naillac. L'agost de 1421 el castellà d'Amposta Gonzalvo de Funes es va morir i va ser nomenat nou castellà tot i l'oposició del rei Alfons el Magnànim, que va aconseguir almenys diverses comandes per al seu candidat. Xetmar es va traslladar a Rodes el 1425 i hi va estar fins al 1428 o abans, quan morí.